# La Ceiba, Villa Corzo
La Ceiba är en ort i Mexiko.   Den ligger i kommunen Villa Corzo och delstaten Chiapas, i den sydöstra delen av landet, 700 km sydost om huvudstaden Mexico City. La Ceiba ligger 875 meter över havet och antalet invånare är 189.
Terrängen runt La Ceiba är lite kuperad. Runt La Ceiba är det ganska glesbefolkat, med 24 invånare per kvadratkilometer. Närmaste större samhälle är Villa Corzo, 11,7 km norr om La Ceiba. I omgivningarna runt La Ceiba växer huvudsakligen savannskog.